# De regenboog heeft maar acht kleuren
De regenboog heeft maar acht kleuren is een boek van Peter Pohl. Het is eerst als boek voor volwassenen en later als jeugdboek uitgegeven. Het gaat over Henrik, die als jongen van vier met z'n Zweedse moeder van Hamburg, Duitsland naar Stockholm, Zweden komt.
De regenboog heeft maar acht kleuren is vertaald uit het Zweeds. De oorspronkelijke titel is Regnbågen har bara åtta färger. De eerste druk is van 1986. In 1995 kwam bij Querido de Nederlandse vertaling uit. Behalve in het Nederlands is het in 1993 ook in het Duits vertaald, onder de titel Der Regenbogen hat nur acht Farben.
Het is het eerste boek uit de regenboogserie. Het gaat over Peter Pohl zelf. Pohl schrijft op zijn website dat het boek waar gebeurd is.